# Perspektiv (tidskrift)
Perspektiv var en svensk månadstidskrift som utgavs 1950–1964 av LT:s Förlag AB.
Idégivare och huvudredaktör för tidskriften, som innehöll skönlitteratur, essäer och recensioner och kulturpolitiska ledare, var Ragnar Oldberg. Tidskriften var även tidig med att ta upp miljöfrågor och ekologiska sammanhang.